# Hans-Ueli Rihs
Hans-Ueli «Jöggi» Rihs (* 3. Januar 1944 in Zürich) ist ein Schweizer Unternehmer und Besitzer des Fussballklubs BSC Young Boys, des Stadions Wankdorf sowie von Swiss Casinos.

## Leben
Zusammen mit seinem älteren Bruder Andy und Beda Diethelm entwickelte Hans-Ueli Rihs das Unternehmen seines Vaters Ernst zum weltweit grössten Hörgerätehersteller Phonak (später umbenannt in Sonova). Rihs ist auch heute noch zusammen mit seiner Ehefrau und seinem Sohn Minderheitsaktionär des Unternehmens im substantiellen Rahmen. Mit 97 % ist Rihs zudem praktisch Alleinbesitzer von Swiss Casinos.
Hans-Ueli Rihs wurde 2008 über die U.F.M. Beteiligungs AG (später: Sport und Event Holding AG) Mitbesitzer des Berner Fussballklubs BSC Young Boys und des Stadions Wankdorf. Sein Bruder Andy war bereits seit 2004 finanziell bei YB engagiert gewesen. 2022 übernahm Hans-Ueli die Anteile der Familie seines verstorbenen Bruders Andy und wurde so alleiniger Besitzer von Stadion und Klub.  Davor waren 2021 bereits die Tochtergesellschaften BSC Young Boys Betriebs AG und Stade de Suisse Nationalstadion AG in die BSC Young Boys AG (ehemalige Sport und Event Holding AG) integriert worden.
Beim Eishockey-Klub Rapperswil-Jona Lakers war Hans-Ueli Rihs bereits vor seinem Einstieg bei den Young Boys finanziell engagiert. Dieser ist das sportliche Aushängeschild der Region am oberen Zürichsee, in welcher sich das Sonova-Hauptquartier und der Lebensmittelpunkt von Rihs befinden.